# Kiss Szilvia
Kiss Szilvia (Komárom, Csehszlovákia, 1975. augusztus 2. –) magyar színésznő.

## Életpályája
Komáromban született, 1975. augusztus 2-án. Tanulmányait szülővárosában végezte. 1996–1997-es évadtól a Kassai Thália Színház szerződtette. Színésznőként 2003-ban Pozsonyban szerzett diplomát. 2003-tól Kassára szerződött. Szerepelt a Komáromi Jókai Színházban, játszott a komáromi Teátrum Színházi Polgári Társulás és a dunaszerdahelyi Szevasz Színház előadásaiban, a Kisvárdai Várszínházban, a Soproni Petőfi Színházban. Három gyermek édesanyja. 2007-ben férjével Gál Tamással létrehozták a Csavar Színház vándortársulatot, (a név: Csallóközi Vándorok rövidítése) amelyben kollégáikkal kis falvakban és városokban  tartják előadásaikat.

## Fontosabb színházi szerepei
- Henrik Ibsen: Peer Gynt... Ingrid; Zöld ruhás nő; Anitra
- Edward Albee: Nem félünk a farkastól... Honey
- Arthur Miller: Pillantás a hídról... Catherine
- Ingmar Bergman: Jelenetek egy házasságból... Marianne
- Anna Vlčková-Strachan – Silvester Lavrík: A polgári kutya nevelése... Lola, utas
- Arany János: Jóka ördöge... A feleség
- Kisfaludy Károly: Csalódások... Lidi
- Márai Sándor: Kaland... Anna, Kádár Péter felesége
- Parti Nagy Lajos: Ibusár... Amália, gyámleány, hercegkisasszony
- Fekete Ádám – Nagy Péter István: Don Juan, vagy az apák kínja... Donna Elvira
- Vajda Katalin: Anconai szerelmesek... Lucia
- Csavar Társulat: Asszony!!!... szereplő
- Csavar Társulat: Embeeer !!!!... szereplő
- Csavar Társulat: Azördögbe !!!... szereplő

## Filmek, tv
- Bál a pusztán (1997)... Jolán
- Férfiakat Szelistyének (1997)... Fürdőslány
- Márai Sándor: Kaland (színházi előadás tv-felvétele, 2019)
- Sacra Corona (2001)
- Sajtóvadászat (2006)
- Isztambul (2011)
- Dr. Ludsky (sorozat (2011)... Lubica
- Záchranári  (Mentők) (sorozat) (2019)... MUDr. Eva Horská